# Mișca (gmina)
Mișca – gmina w Rumunii, w okręgu Arad. Obejmuje miejscowości Mișca, Satu Nou, Vânători i Zerindu Mic. W 2011 roku liczyła 3733 mieszkańców.